# Гордон (річка)
Гордон (англ. Gordon) — річка в південно-західній частині Тасманії в Австралії. Загальна довжина річки становить 186 км — вона є четвертою за довжиною річкою Тасманії, слідом за річками Саут-Еск (252 км), Дервент (215 км) і Артур (189 км).
Річка Гордон розташована в межах Національного парку Франклін-Гордон-Вайлд-Ріверс. Цей парк є частиною території, яка називається «Дика природа Тасманії», що є об'єктом Світової спадщини ЮНЕСКО.

## Географія
Річка Гордон бере свій початок від невеликого озера Річмонд, що знаходиться на Центральній височини острова Тасманія, біля гори Кінґ-Вільям. Після цього вона тече на південний схід, потім на південь, а потім повертає на захід і впадає в штучне озеро Гордон.
Це озеро утворилося в результаті спорудження у 1974 році греблі Гордон. За площею (271 км²) озеро Гордон є найбільшим серед природних і штучних озер Тасманії, трохи випереджаючи сусіднє озеро Педдер, яке розташоване південніше.
Далі річка Гордон тече на північний захід і через затоку Маккуорі впадає в Індійський океан.
Основними притоками річки Гордон є річки Франклін, Серпентайн Рівер, Ведж, Денісон і Спрент.

## Історія
Річка була вперше досліджена в 1816 році Джеймсом Келлі, який назвав її на честь свого помічника Джеймса Гордона.
У 1980-х роках на річці Гордон, трохи нижче за течією місця впадання в неї річки Франклін, планувалося спорудження греблі Франклін, але в результаті довгої і наполегливої боротьби прихильникам охорони навколишнього середовища вдалося запобігти будівництво цієї греблі.

## Галерея
| |  |  |
| Ліворуч - вигин в нижній течії річки Гордон По центру - річка Гордон в місці злиття з річкою Франклін Праворуч - 140-метрова дамба Гордон |  |  |